# Одинер шипоногий
Одинер шипоногий (лат. Odynerus spinipes) — вид одиночных ос из семейства настоящих ос.

## Описание
Оса достигает длины 10—13 мм. Встречается с мая по июль.

## Биология
Устраивает гнёзда на глиняных обрывах или глиняных стенах домов. Оса проделывает в них норку, одновременно оса надстраивает из кусочков глины трубочку, которая станет продолжением норки. По мере углубления норки трубка растёт. Вначале трубка идет почти горизонтально, затем изгибается к земле.

### Питание
Оса кормит свою личинку личинками долгоносиков, в частности из рода Phytonomns. Когда личинка вылупилась из яйца и приступает к трапезе оса улетает, плотно залепив гнездо глиняной «дверкой».

## Естественные враги
В гнёздах Odynerus spinipes откладывают яйца осы из семейства блестянок: Pseudospinolia neglecta, оса-блестянка огненная (Chrysis ignita), Chrysis fulgida, Chrysis mediata и Chrysis viridula.